# Gội bốn cánh
Gội bốn cánh (danh pháp khoa học: Aglaia lawii) là một loài thực vật thuộc họ Meliaceae. Loài này có ở Bhutan, Brunei, Trung Quốc, quần đảo Cocos (Keeling), Ấn Độ, Indonesia, Lào, Malaysia, Myanmar, Papua New Guinea, Philippines, quần đảo Solomon, Đài Loan, Thái Lan, và Việt Nam.